# Église Saint-Constantin-et-Sainte-Hélène d'Ovča
Pour les articles homonymes, voir Église Saint-Constantin-et-Sainte-Hélène.
L'église Saint-Constantin-et-Sainte-Hélène d'Ovča (en serbe cyrillique : Црква Светих Константина и Јелене у Овчи ; en serbe latin : Crkva Svetih Konstantina i Jelene u Ovči) est une église orthodoxe située à Ovča, dans la municipalité de Palilula et sur le territoire de la Ville de Belgrade, en Serbie. Construite entre 1921 et 1931, elle figure sur la liste des biens culturels de la Ville de Belgrade.

## Présentation
L'église Saint-Constantin-et-Sainte-Hélène d'Ovča a été construite à l'emplacement d'une ancienne chapelle par l'architecte Radivoje Predić entre 1921 et 1931 ; elle est caractéristique du style serbo-byzantin.
Elle est constituée d'une triple nef dotée d'une abside à cinq pans et de deux chœurs rectangulaires en saillie et est surmontée d'un dôme élancé. Le narthex, spacieux, est encadré de deux clochers monumentaux. L'édifice est construit en briques et les façades polychromes rappellent le décor des églises de l'école de la Morava.
L'iconostase, constituée de briques recouvertes de plâtre, conserve quatre icônes datées de 1837 et provenant de l'ancienne chapelle ; leur style suggère qu'elles sont sans doute l'œuvre de l'atelier de Konstantin Danil et peut-être de son disciple Jovan Popović.
L'Église Saint-Constantin-et-Sainte-Hélène témoigne du renouveau de l'architecture nationale serbe dans l'entre-deux-guerres et constitue un des rares exemples de ce genre dans la région du Banat, plutôt marquée par les modèles de l'architecture baroque.